# 秀丽兔儿风
秀丽兔儿风（学名：Ainsliaea elegans）是菊科兔儿风属的植物。分布在越南以及中国大陆的云南、贵州等地，生长于海拔1,000米至1,800米的地区，多生长在林下石旁，目前尚未由人工引种栽培。

## 异名
- Ainsliaea elegans Hemsl. var. strigosa Mattf.
- Ainsliaea elegans Hemsl. var. tomentosa Mattf.